# Endomychus
Genre
Endomychus est un genre d'insectes coléoptères de la famille des Endomychidae et de la sous-famille des Endomychinae. Ce sont des coléoptères associés aux champignons.

## Espècs
Endomychus armeniacus - Endomychus atriceps - Endomychus bicolor - Endomychus biguttatus  - Endomychus coccineus - Endomychus divisus - Endomychus gorhami   - Endomychus humeralis - Endomychus jureceki - Endomychus limbatus - Endomychus nigriceps - Endomychus resinatus - Endomychus ruficollis